# Fatines
Fatines ist eine französische Gemeinde mit 905 Einwohnern (Stand: 1. Januar 2022) im Département Sarthe in der Region Pays de la Loire. Sie gehört zum Arrondissement Mamers und zum Kanton Savigné-l’Évêque (bis 2015: Kanton Montfort-le-Gesnois). Die Einwohner werden Fatinois und Fatinoises genannt.

## Geographie
Fatines liegt etwa elf Kilometer ostnordöstlich von Le Mans. Umgeben wird Fatines von den Nachbargemeinden Saint-Corneille im Norden, Saint-Mars-la-Brière im Osten und Südosten, Champagné im Süden sowie Yvré-l’Évêque im Westen und Südwesten.

## Bevölkerungsentwicklung
| Jahr                      | 1962 | 1968 | 1975 | 1982 | 1990 | 1999 | 2006 | 2013 | 2020 |
| Einwohner                 | 264  | 274  | 308  | 430  | 522  | 629  | 718  | 823  | 857  |
| Quelle: Cassini und INSEE |      |      |      |      |      |      |      |      |      |

## Sehenswürdigkeiten

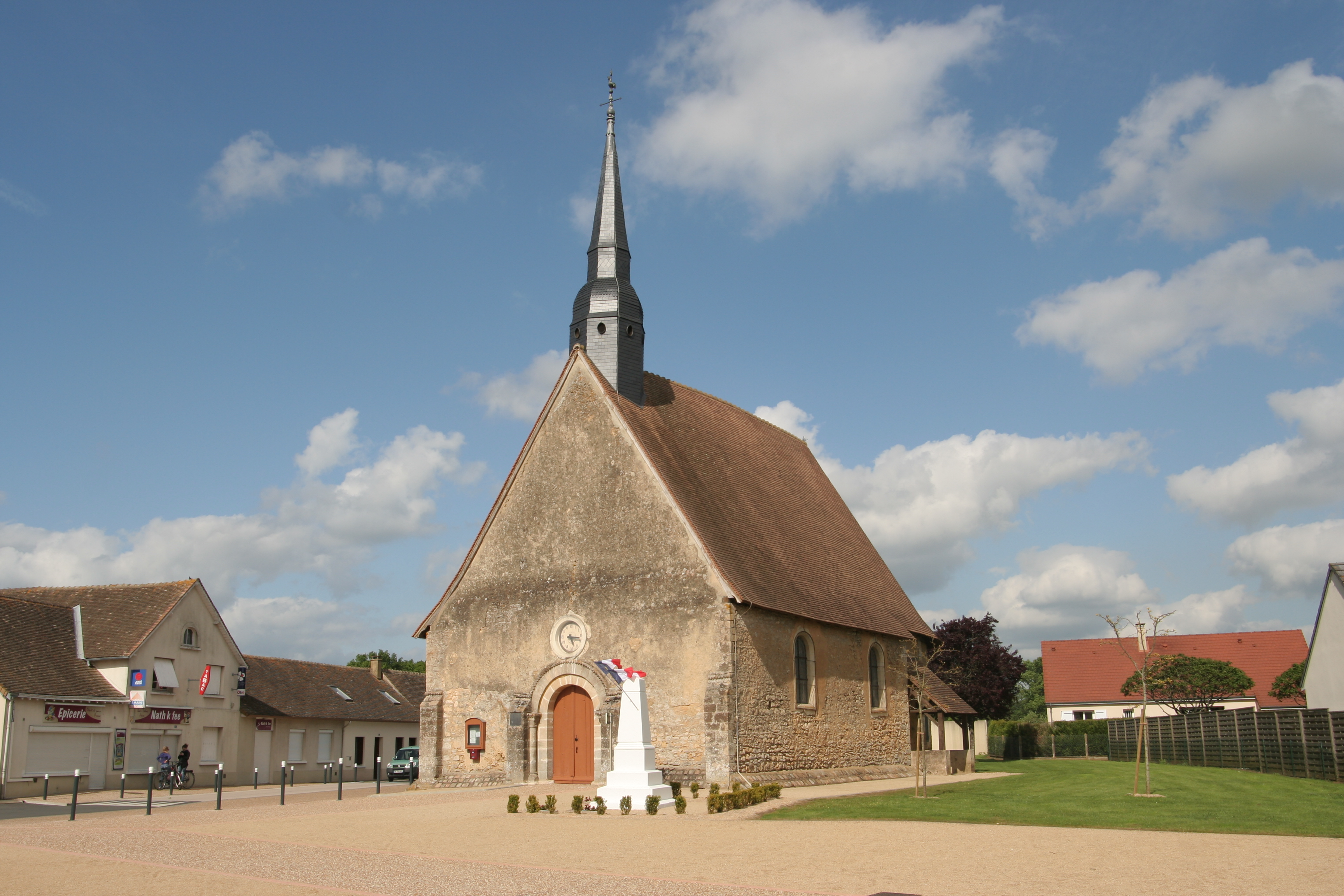
Kirche Saint-Jacques

- Kirche Saint-Jacques
- Pfarrhaus